# エマヌエル・カランダー
エマヌエル・カランダー（Emmanuel Callender、1984年5月10日 ‐ ）は、トリニダード・トバゴ・アロウカ出身の陸上競技選手。専門は短距離走。4×100mリレーではトリニダード・トバゴ代表チームの3走として活躍し、2008年北京オリンピックで金メダル、2012年ロンドンオリンピック、2009年ベルリン世界選手権で銀メダル獲得に貢献した。

## 経歴
オリンピックデビューとなった2008年8月の北京オリンピックには男子4×100mリレーの決勝だけ出場すると、予選を走ったアーロン・アームストロングに代わり3走を務め、38秒06で銀メダル獲得に貢献した。その後、金メダルを獲得したジャマイカ代表リレーメンバー（ネスタ・カーター）のドーピング検体再検査で禁止薬物の陽性反応が出たため、国際オリンピック委員会は2017年1月25日にジャマイカチームを失格処分にし、トリニダード・トバゴの順位は1位に繰り上がっての金メダル獲得となった。
2009年8月のベルリン世界選手権では世界大会個人種目に初出場を果たしたが、男子100mは2次予選、男子200mは準決勝で敗退した。男子4×100mリレーには決勝だけ出場すると、予選を走ったキーストン・ブレドマンに代わり3走を務め、37秒62のトリニダード・トバゴ新記録で銀メダル獲得に貢献した。
2大会連続のオリンピック出場となった2012年8月のロンドンオリンピックには男子4×100mリレーだけ出場すると、予選と決勝で3走を務め、38秒12で銅メダル獲得に貢献した。その後、銀メダルを獲得したアメリカ代表リレーメンバー（タイソン・ゲイ）のドーピング処分により、大会から3年経った2015年に順位が繰り上がり銀メダルを獲得した。

## 自己ベスト
記録欄の（　）内の数字は風速（m/s）で、+は追い風、-は向かい風を意味する。
| 種目 | 記録          | 年月日                      | 場所         | 備考 |
| 屋外 | 屋外          | 屋外                        | 屋外         | 屋外 |
| ---- | ------------- | --------------------------- | ------------ | ---- |
| 100m | 10秒05 (+0.4) | 2009年8月28日               | チューリッヒ |      |
| 200m | 20秒40 (+0.3) | 2009年5月24日               | ベレン       |      |
| 室内 |               |                             |              |      |
| 60m  | 6秒65         | 2017年1月20日 2017年1月21日 | アルバカーキ |      |

## 主要大会成績
備考欄の記録は当時のもの
| 年   | 大会                        | 場所             | 種目    | 結果     | 記録            | 備考                     |
| ---- | --------------------------- | ---------------- | ------- | -------- | --------------- | ------------------------ |
| 2006 | 北中米カリブU23選手権 (en)  | サントドミンゴ   | 4x100mR | 3位      | 39秒98 (4走)    |                          |
| 2007 | 北中米カリブ選手権 (en)     | サンサルバドル   | 200m    | 5位      | 20秒93 (+1.8)   |                          |
| 2007 | 北中米カリブ選手権 (en)     | サンサルバドル   | 4x100mR | 3位      | 39秒92 (4走)    |                          |
| 2007 | パンアメリカン競技大会 (en) | リオデジャネイロ | 200m    | 5位      | 21秒03 (+0.8)   |                          |
| 2007 | パンアメリカン競技大会 (en) | リオデジャネイロ | 4x100mR | 4位      | 39秒23 (3走)    |                          |
| 2008 | 中米カリブ選手権 (en)       | カリ             | 200m    | 優勝     | 20秒69 (+0.5)   | 自己ベスト               |
| 2008 | オリンピック                | 北京             | 4x100mR | 1位      | 38秒06 (3走)    |                          |
| 2009 | 中米カリブ選手権 (en)       | ハバナ           | 100m    | 優勝     | 10秒08 (+0.1)   | 自己ベスト               |
| 2009 | 中米カリブ選手権 (en)       | ハバナ           | 200m    | 予選     | 21秒10 (-0.5)   |                          |
| 2009 | 中米カリブ選手権 (en)       | ハバナ           | 4x100mR | 優勝     | 38秒73 (2走)    |                          |
| 2009 | 世界選手権                  | ベルリン         | 100m    | 2次予選  | 10秒27 (+0.1)   |                          |
| 2009 | 世界選手権                  | ベルリン         | 200m    | 準決勝   | 20秒70 (+0.3)   |                          |
| 2009 | 世界選手権                  | ベルリン         | 4x100mR | 2位      | 37秒62 (3走)    | トリニダード・トバゴ記録 |
| 2010 | 中米カリブ競技大会 (en)     | マヤグエス       | 100m    | 決勝     | DQ              |                          |
| 2010 | 中米カリブ競技大会 (en)     | マヤグエス       | 200m    | 6位      | 20秒81 (0.0)    |                          |
| 2010 | 中米カリブ競技大会 (en)     | マヤグエス       | 4x100mR | 優勝     | 38秒24 (3走)    | 大会記録                 |
| 2010 | 英連邦競技大会 (en)         | デリー           | 100m    | 4位      | 10秒25 (+0.3)   |                          |
| 2010 | 英連邦競技大会 (en)         | デリー           | 200m    | 7位      | 21秒12 (+0.1)   |                          |
| 2010 | 英連邦競技大会 (en)         | デリー           | 4x100mR | 決勝     | DNF (2走)       |                          |
| 2011 | 中米カリブ選手権 (en)       | マヤグエス       | 200m    | 5位      | 21秒12 (+1.1)   |                          |
| 2011 | 中米カリブ選手権 (en)       | マヤグエス       | 4x100mR | 2位      | 38秒89 (3走)    |                          |
| 2011 | 世界選手権                  | 大邱             | 200m    | 予選     | 20秒97 (-0.3)   |                          |
| 2011 | パンアメリカン競技大会 (en) | グアダラハラ     | 100m    | 3位      | 10秒16 (+0.2)   |                          |
| 2011 | パンアメリカン競技大会 (en) | グアダラハラ     | 4x100mR | 予選     | DNF (4走)       |                          |
| 2012 | オリンピック                | ロンドン         | 4x100mR | 2位      | 38秒12 (3走)    | 3位から順位繰り上がり    |
| 2013 | 中米カリブ選手権 (en)       | モレリア         | 4x100mR | 3位      | 39秒26 (4走)    |                          |
| 2014 | 中米カリブ競技大会 (en)     | ハラパ           | 100m    | 予選     | 10秒46 (-0.7)   |                          |
| 2014 | 中米カリブ競技大会 (en)     | ハラパ           | 200m    | 準決勝   | DQ              | 予選21秒33 (-0.8)        |
| 2015 | パンアメリカン競技大会 (en) | トロント         | 4x100mR | 3位      | 38秒69 (3走)    |                          |
| 2015 | 北中米カリブ選手権 (en)     | サンホセ         | 100m    | 準決勝   | 10秒25 (+2.7)   |                          |
| 2015 | 北中米カリブ選手権 (en)     | サンホセ         | 4x100mR | 5位      | 38秒90 (3走)    |                          |
| 2016 | オリンピック                | リオデジャネイロ | 4x100mR | 決勝     | DQ (3走)        | 予選37秒96 (3走)         |
| 2017 | 世界リレー (en)             | ナッソー         | 4x100mR | B決勝1位 | 39秒04 (2走)    |                          |
| 2017 | 世界リレー (en)             | ナッソー         | 4x200mR | 4位      | 1分21秒39 (4走) | トリニダード・トバゴ記録 |
| 2017 | 世界選手権                  | ロンドン         | 100m    | 予選     | 10秒25 (-0.6)   |                          |
| 2017 | 世界選手権                  | ロンドン         | 4x100mR | 予選     | 38秒61 (4走)    |                          |
| 2018 | 世界室内選手権              | バーミンガム     | 60m     | 予選     | 6秒80           |                          |
| 2018 | 英連邦競技大会 (en)         | ゴールドコースト | 100m    | 準決勝   | 10秒54 (-0.3)   |                          |
| 2018 | 英連邦競技大会 (en)         | ゴールドコースト | 4x100mR | 予選     | DQ (4走)        |                          |